# Bristol Buckingham
Bristol Buckingham var ett medeltungt dagbombplan som tjänstgjorde i det brittiska flygvapnet under det andra världskriget. Flygplanet byggdes i liten numerär och användes främst i transport- och förbindelseuppgifter.